# 徐志磊
徐志磊（1930年8月2日—），浙江宁波鄞县人，出生于上海，中国工程物理学家，中国工程院院士。

## 生平
1952年，毕业于上海大同大学。曾任中国工程物理研究院总工程师。曾获得首届中国工程科技奖。 2001年，当选为中国工程院院士。